# Vangueria proschii
Vangueria proschii är en måreväxtart som beskrevs av John Isaac Briquet. Vangueria proschii ingår i släktet Vangueria och familjen måreväxter. Inga underarter finns listade i Catalogue of Life.